# Andreas Hadik von Futak

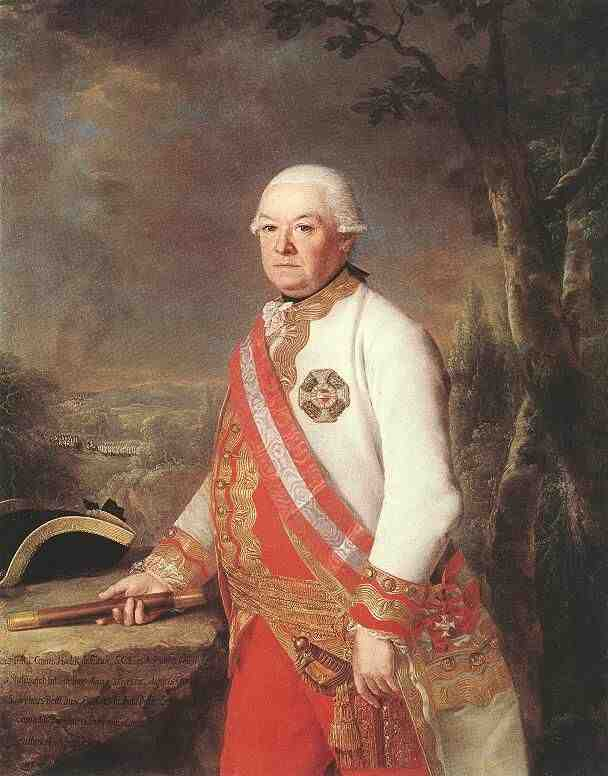
Georg Weikert: Porträt des Andreas Graf Hadik von Futak (1783). Heeresgeschichtliches Museum Wien.

Andreas Graf Hadik von Futak (ungarisch gróf futaki Hadik András, slowakisch Andrej Hadík; * 16. Oktober 1710 auf der Insel Schütt; † 12. März 1790 in der Hofkriegskanzlei in Wien) war Soldat, seit 1763 ungarischer Graf, seit 1777 österreichischer Feldmarschall und ebenfalls seit 1777 Reichsgraf des Heiligen Römischen Reiches.

## Biografie

### Frühe Karriere
Andreas Hadik wurde als Sohn des aus altem Adelsgeschlecht stammenden Mihály Hadik und der Franziska Hardy (Luxemburg) geboren und widmete sich anfangs der Rechtswissenschaft. Doch trat er 1730 bei den Ghilányi-Husaren in österreichische Dienste und tat sich bereits 1735 als Führer eines Streifkorps vor Philippsburg hervor, ebenso später (1738) in den Türkenkriegen und im Österreichischen Erbfolgekrieg. Er nahm teil an den Siegen der russischen Armee in Bessarabien und an der Einnahme von Otschakow und Bender. 1744 wurde er zum Oberst in einem Husarenregiment befördert, unternahm im Folgenden einen Angriff auf französische Verschanzungen in Erbstadt (heute: Nidderau) und zersprengte einen französischen Konvoi, der nach Bergen op Zoom bestimmt war. Für diese und andere militärische Erfolge wurde er 1748 zum Generalmajor befördert. 1756 wurde er zum Feldmarschallleutnant ernannt.

### Siebenjähriger Krieg
Im Siebenjährigen Krieg nahm Hadik am 7. September 1757 an der siegreichen Schlacht von Moys teil. Im Oktober 1757 unternahm Hadik an der Spitze leichter ungarischer und kroatischer Truppen, etwa 5.000 Mann, den berühmten Zug nach Berlin, welcher als Berliner Husarenstreich bekannt wurde. Die preußische Hauptstadt hielt er am 16. Oktober (seinem Geburtstag) einen Tag lang besetzt. Er räumte Berlin, nachdem er der Stadt eine Geldzahlung von rund 200.000 Talern Kontribution sowie 25.000 Taler für die Truppe abgepresst hatte und Fürst Moritz von Dessau mit starken Truppen nur noch zwei Stunden von der Stadt entfernt war. Bei diesem Zug tötete er 800 Verteidiger, nahm 400 weitere gefangen und kehrte erfolgreich mit sechs Kriegszeichen zur Hauptarmee zurück. Am 5. September 1758 eroberte er Pirna mit dessen Festung Sonnenstein. Im gleichen Jahr wurde Hadik von Maria Theresia zum General der Kavallerie ernannt.
1762 übernahm er den Oberbefehl über die Reichsarmee, operierte anfänglich erfolgreich, wurde jedoch am 29. Oktober bei Freiberg in Sachsen von Prinz Heinrich von Preußen vollständig geschlagen.

### Gouverneur und politische Ämter
Hadik wurde 1763 von Maria Theresia zum Gouverneur von Ofen, Ungarn, und 1764 zum Gubernator von Siebenbürgen (Zivil- und Militärgouverneur) ernannt (und übte dieses Amt bis 1767 aus), führte 1769 auf dem Kongress zu Karlowitz den Vorsitz, wurde 1771 von der Herrscherin mit dem Prädikat „von Futak“ (nach der ihm 1769 verliehenen Herrschaft Futog) ausgezeichnet. Am 7. Februar 1774 wurde er zum Gouverneur von Galizien (durch die erste Teilung Polens an Österreich gefallene Länder) ernannt. 1774 wurde er Feldmarschall und Präsident des Hofkriegsrates in Wien und blieb dies bis zu seinem Tod. 1777 erhob ihn Kaiser Joseph II. zum Reichsgrafen. 1779 kaufte er die Herrschaft Baumgarten, heute Teil des 14. Wiener Gemeindebezirks. 1789 vom Kaiser zum Befehlshaber des österreichischen Heeres im Türkenkrieg ernannt, erkrankte er jedoch bei der Belagerung von Belgrad und trat den Befehl an Laudon ab. Am 20. Februar 1790 stand er am Sterbebett des Kaisers, wenige Wochen vor seinem eigenen Ende.

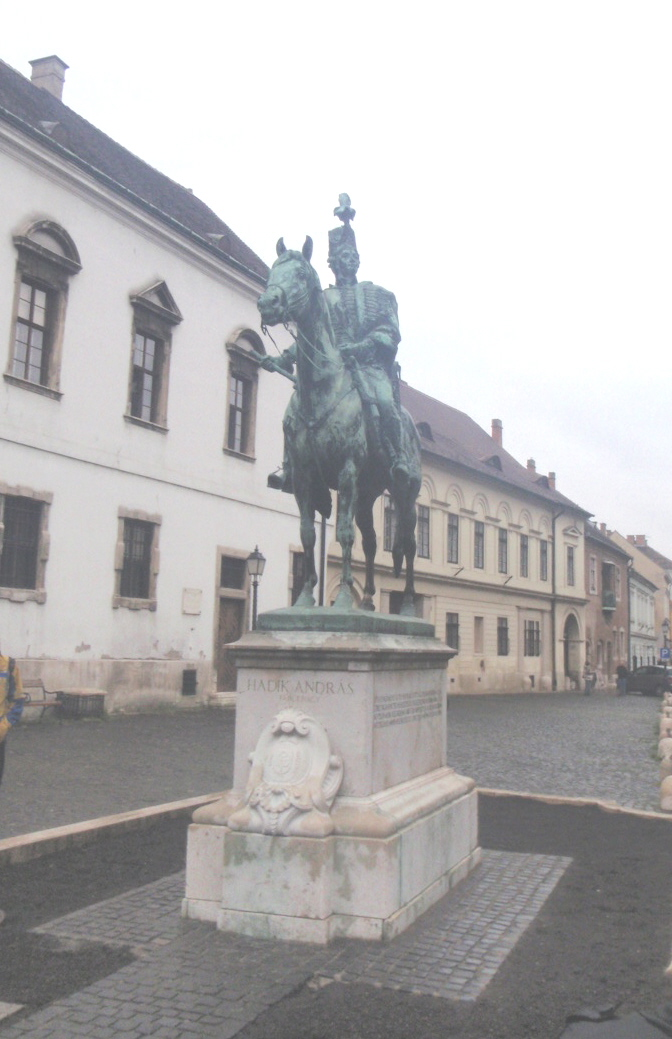
Denkmal für Hadik von Futak auf der Burg von Buda

Jahrgangsabzeichen „Reichsgraf Hadik“ der Theresianischen Militärakademie in Wiener Neustadt

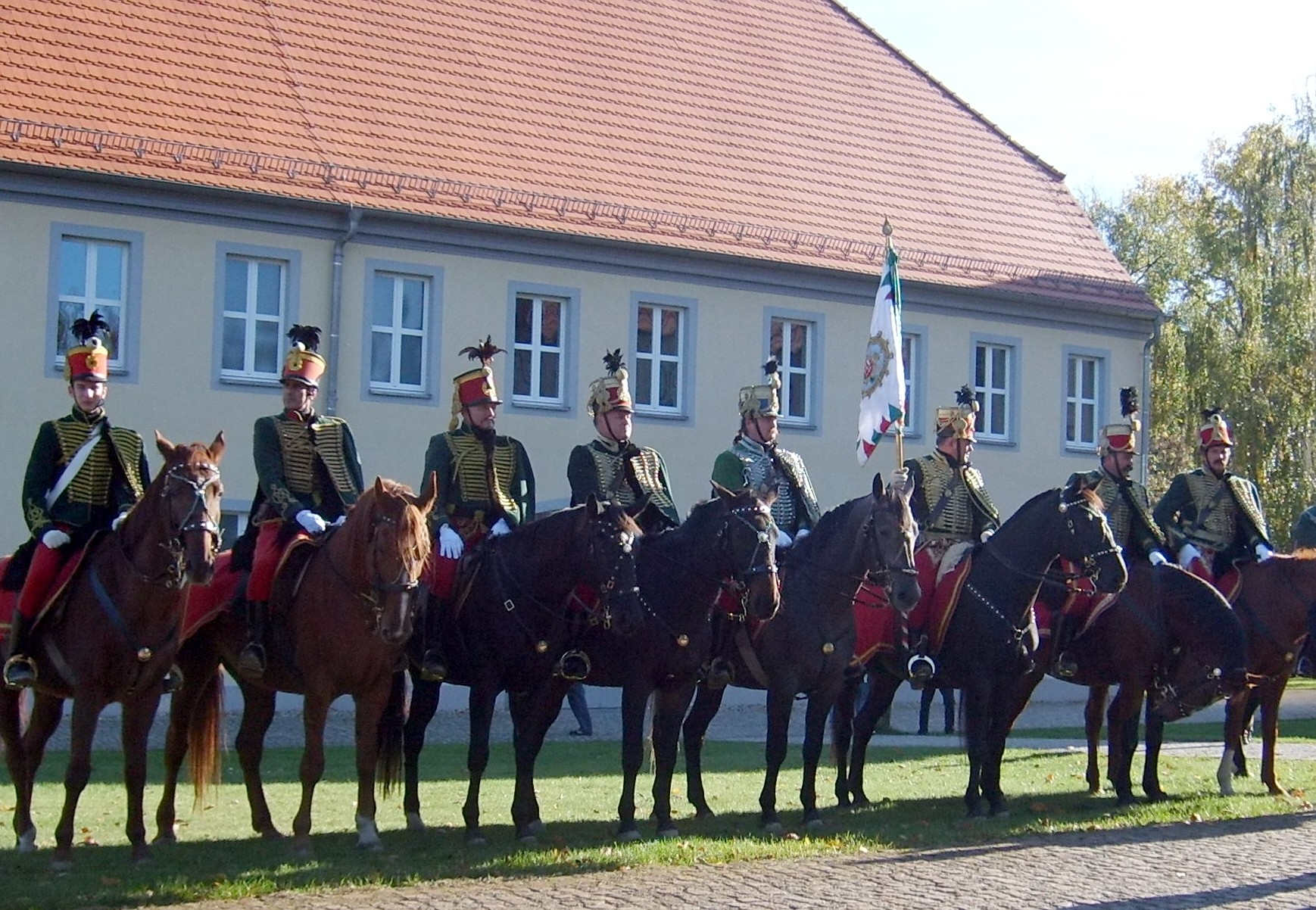
Husaren vor dem Elsterwerdaer Schloss anlässlich des 250-jährigen Jubiläums des Berliner Husarenstreiches von Graf Hadik am 11. Oktober 2007

Andreas Hadik von Futak starb am 12. März 1790 im Amt in Wien und wurde in Futak im damaligen Königreich Ungarn, heute in Serbien, begraben. Er hinterließ ein Tagebuch, das wertvolle Nachrichten über die Geschichte seiner Zeit enthält. Hadik war für den kleinen Krieg geschaffen und operierte für die Österreicher so, wie es Zieten für die Preußen tat.

### Ehrungen, Rezeption
Am 16. Oktober 1757 erhielt Hadik für seinen „Berliner Husarenstreich“ das Großkreuz des Maria-Theresien-Ordens.
1763 erhob ihn Maria Theresia in den ungarischen Grafenstand, 1769 erhielt er von ihr die ungarische Herrschaft Futak (heute Futog, Serbien), und sie verlieh ihm am 26. Mai 1771 das Adelsprädikat von Futak. 1777 wurde er in den Reichsgrafenstand erhoben, das dazugehörige Adelsdiplom ist nebst einem Porträt und einer Miniaturbüste des Heerführers im Heeresgeschichtlichen Museum in Wien ausgestellt.
Das österreichische Bundesheer benutzte bis 2015 die Hadik-Kaserne in Fehring. Der Ausmusterungsjahrgang 2003  der Theresianischen Militärakademie trug den Namen Reichsgraf Hadik.
Das slowakische Verteidigungsministerium hat am 1. September 2004 die neu errichtete postgraduelle Akademie der slowakischen Streitkräfte nach ihm Národná akadémia obrany maršala Andreja Hadika benannt – 2008 wurde sie wieder aufgelöst.
In Wien sind im 14. Bezirk Penzing die Hadikgasse (seit 1894) und der Hadikpark, am Wienfluss gegenüber der ehemaligen kaiserlichen Sommerresidenz Schloss Schönbrunn gelegen, nach dem Grafen benannt.

## Familie
Hadik von Futak heiratete 1742 in Odrau Franziska von Lichnowsky (1724–1784), eine Tochter des Landeshauptmanns Graf Franz Leopold von Lichnowsky (1690–1742). Das Paar hatte drei Söhne und 5 Töchter, darunter:
- Johann (* 27. Januar 1755), Ehrenmitglied der Akademie der bildenden Künste in Wien ⚭ 1783 Gräfin Franzisca von Breuner
- Karl Joseph (1756–1800), österreichischer FML ⚭ 1781 Gräfin Maria Theresia von Kolowrat-Krakowsky (* 28. Oktober 1756; † 20. December 1844)
- Andreas (1764–1840), österreichischer General der Kavallerie ⚭ Reichsfreiin Maria Raßler von Gamerschwang (* 11. October 1783; † 7. October 1854)[4]
- Maria Josepha
- Caroline (* 13. Februar 1744) ⚭ Johann Adam Karl Raßler von Gamerschwang, schwäbischer Generalmajor[5]
- Maria Franziska (* 2. Mai 1748; † 28. Februar 1818) ⚭ Emanuel Joseph von Berlichingen (* 9. August 1727; † 23. Mai 1798), Oberst, Kommandant von Komorn
- Maria Antonia (* 26. Januar 1760; † 1827) ⚭ Joseph Paul Gottlob von Lederer (* 20. Februar 1771; † 31.  März 1812)

## Film
In dem DEFA-Spielfilm Husaren in Berlin, der die Ereignisse um den Berliner Husarenstreich komödiantisch aufgreift, wird Hadik von Manfred Krug gespielt.